# Stampede de Denver
Maillots
Le Stampede de Denver (officiellement en anglais : Denver Stampede) est un club américain de rugby à XV basé à Denver, dans le Colorado. Il dispute le PRO Rugby, championnat professionnel aux États-Unis.
Le club est l'un des cinq jouant la saison inaugurale du PRO Rugby, remportant le titre de champion. L'organisation PRO Rugby cesse néanmoins ses activités en janvier 2017, avant qu'une seconde saison ne puisse être organisée, conduisant à la disparition du club.

## Historique
Le 26 février 2016, le PRO Rugby annonce que la ville de Denver est choisie pour accueillir la 5e et dernière équipe destinée à disputer le championnat inaugural. Le Sud-africain Pedrie Wannenburg, ancien Springbok évoluant alors en France en 1re division avec l'US Oyonnax, est le premier joueur non-originaire du continent américain à être lié à signer un contrat avec l'une des équipes de PRO Rugby.
Le PRO Rugby dévoile le 6 juin 2016 le nom arrêté des cinq équipes : l'équipe de Denver se nomme ainsi les Stampede (en français : ruée, cavalcade) en référence au thème du western, le Colorado appartenant au Far West.
Entraînée par Sean O'Leary, elle évolue alors à l'Infinity Park puis au CIBER Field.
Les Stampede sont sacrés champions au terme de la saison inaugurale en 2016.
Après la fin de la saison 2016, quelques jours après la disparition de la franchise des Rush de San Francisco en raison de problèmes d'infrastructures, des tensions entre les instances organisatrices de PRO Rugby et USA Rugby, la fédération américaine de rugby à XV, dues à des négociations infructeuses menées depuis quatre mois, sont dévoilées publiquement. Doug Schoninger, CEO de PRO Rugby, annonce qu'à défaut d'un arrangement entre les deux instances, les contrats de l'ensemble des joueurs des franchises prendraient fin sous 30 jours. La compétition cesse ainsi ses activités au mois de janvier 2017, conduisant à la disparition de la franchise de Denver.